# Ochinky
Ochinky (ukrainisch Охіньки; russisch Охиньки Ochinki) ist ein Dorf im Südosten der ukrainischen Oblast Tschernihiw mit etwa 700 Einwohnern (2001).

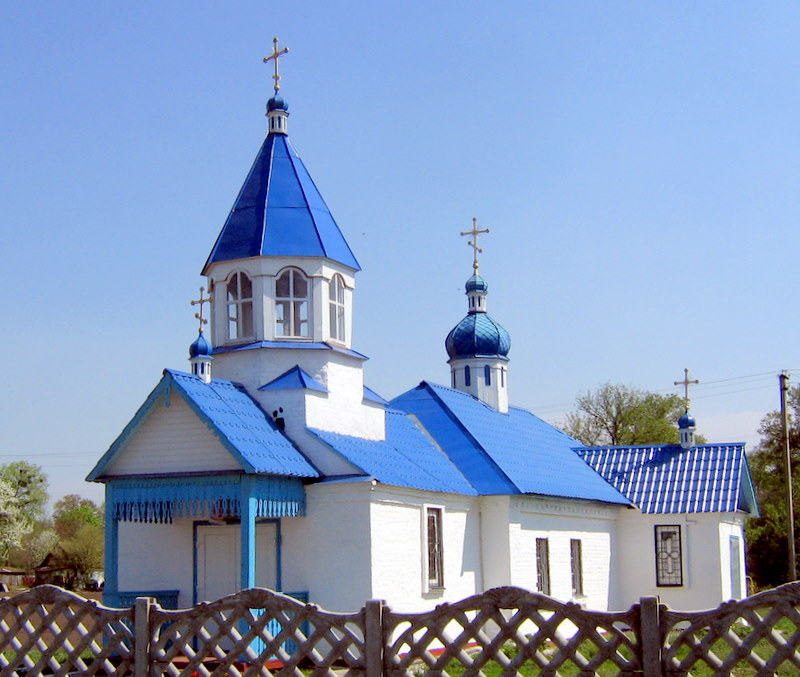
Orthodoxe Dorfkirche in Ochinky

Das 1600 erstmals schriftlich erwähnte Dorf liegt auf einer Höhe von 125 m am Ufer der Utka (Утка), einem 20 km langen, linken Nebenfluss des Udaj und an der Fernstraße N 07 zwischen dem 26 km südwestlich liegenden Rajonzentrum Pryluky der 17 km östlich liegenden Siedlung städtischen Typs Sribne. Das Oblastzentrum Tschernihiw liegt 165 km nordwestlich der Ortschaft.
Bis zum 3. Februar 2009 schrieb sich der Ort Охиньки Ochynky.
Am 14. Juni 2019 wurde das Dorf ein Teil neugegründeten Landgemeinde Suchopolowa, bis dahin bildete es zusammen mit dem Dorf Prutschaji (Пручаї) die gleichnamige Landratsgemeinde Ochinky (Охіньківська сільська рада/Ochinkiwska silska rada) im Nordosten des Rajons Pryluky.